# سرگئی تیویاکوف
سرگئی تیویاکوف (روسی: Серге́й Тивяков; متولد ۱۴ فوریه ۱۹۷۳) استادبزرگ شطرنج روسی–هلندی است. او سه بار قهرمان هلند شده و در سال ۲۰۰۸ قهرمان اروپا شد.

## شطرنج حرفه‌ای
تیویاکوف در مسابقات قهرمانی زیر ۱۸ سال جام جهانی در سنگاپور پیروز شد. و در سال ۱۹۹۱ عنوان استادبزرگی به او اعطا شد.
تیویاکوف در سال‌های ۲۰۰۶ و ۲۰۰۷ برنده مسابقات قهرمانی شطرنج هلند شد. او همچنین در سال ۲۰۰۸ در پلوودیو بلغارستان قهرمان شطرنج اروپا شد.
تیویاکوف در ژوئیه ۲۰۰۸ در رقابت های جام حذفی دانمارک، برنده شد.
اولین حضور تیویاکوف در المپیاد ۱۹۹۴ بود و او در این رقابت‌ها مدال طلا را کسب کرد. او سال ۲۰۰۰ تا ۲۰۰۶ برای تیم هلند از شطرنج بازی کرد و آمار بسیار خوبی را کسب کرد.
او مسابقات قهرمانی شطرنج تیم اروپا، سه مدال طلا کسب کرد.